# Mieczysław Bolesław Markowski
Mieczysław Bolesław Markowski (ur. 6 października 1936 w m. Boże) – polski historyk, profesor nauk humanistycznych.

## Życiorys
W 1955 roku ukończył Liceum Pedagogiczne w Radomiu. W latach 1961–1965 odbył studia z zakresu historii w Wyższej Szkole Pedagogicznej w Opolu. Doktoryzował się w 1974 roku w Instytucie Historii PAN w Warszawie. Stopień doktora habilitowanego uzyskał w 1990 roku na Uniwersytecie im. Adama Mickiewicza w Poznaniu w oparciu o rozprawę Sfery przemysłowe i ziemiaństwo w województwie kieleckim 1918–1939. Postawieniem Prezydenta RP z 18 marca 1999 roku otrzymał tytuł naukowy profesora nauk humanistycznych.
W 1972 roku podjął pracę w Wyższej Szkole Nauczycielskiej w Kielcach, przekształconej następnie w Wyższą Szkołę Pedagogiczną, Akademię Świętokrzyską i Uniwersytet Humanistyczno-Przyrodniczy Jana Kochanowskiego. W latach 1972–1982 był kierownikiem działu wydawnictw, a od 1987 do 1989 pełnił funkcję wicedyrektora Instytutu Historii. Ponadto w latach 1982–1984 był prodziekanem Wydziału Humanistycznego, natomiast od 1996 do 2002 – jego dziekanem. Był również kierownikiem Zakładu Historii Drugiej Rzeczypospolitej.
Specjalizuje się w przemianach gospodarczych i społecznych w XIX i XX wieku na ziemiach polskich. Jest autorem ponad 100 publikacji naukowych i dydaktycznych, zamieszczonych w czasopismach ogólnopolskich i regionalnych. W 1969 roku został członkiem Kieleckiego Towarzystwa Naukowego, natomiast rok później – Polskiego Towarzystwa Historycznego. Za swoją działalność naukową i dydaktyczną został odznaczony m.in. Krzyżem Kawalerskim Orderu Odrodzenia Polski, Złotym Krzyżem Zasługi i Medalem Komisji Edukacji Narodowej.

## Wybrane publikacje
- Robotnicy przemysłowi w województwie kieleckim 1918–1939, Warszawa 1980
- Sfery przemysłowe i ziemiaństwo w województwie kieleckim 1918–1939, Kielce 1990
- Obywatele ziemscy w województwie kieleckim. 1918–1939, Kielce 1993
- Społeczeństwo województwa kieleckiego wobec wojny polsko-bolszewickiej 1919–1920, Kielce 1998